# Франц фон Хипер
Франц Ритер фон Хипер (на немски: Franz Ritter von Hipper) е германски адмирал от Кайзерлихе Марине, който командва германските линейни крайцери по време на Ютландската битка през 1916 г. В хода на войната Хипер предприема няколко нападения срещу бреговете на Англия, поради което английската преса му измисля прякора „бебеубиец“.

## Биография
Хипер е роден на 13 септември 1863 г. във Вайлхайм ин Обербайерн. Баща му е дребен търговец, който умира, когато Франц е на 3 години. На 5-годишна възраст започва образованието си в католическо граматическо училище в Мюнхен. Завършва гимназия през 1879 г. Записва се като доброволец за офицер от резерва към Германската имперска армия. След като завършва основното офицерско обучение през 1879 г., решава да се причисли към военноморските сили. Учи се за офицер в Кил, завършвайки през 1881 г., на 18-годишна възраст.
До избухването на Първата световна война, Хипер командва разузнавателните сили на Флота на откритото море от 1912 г. С началото на войната, Хипер често дебне за плячка из Северно море с ескадрата си от линейни крайцери. Ранните му офанзиви се оказват успешни.
След нападението срещу Скарбъроу през декември 1914 г., което заварва военноморските сили на Великобритания напълно неподготвени, започват да се полагат усилия по намирането и унищожаването на ескадрата на Хипер. След като решава да опита да повтори по-ранните си успехи, Хипер отплава към Великобритания през януари 1915 г., когато радиокомуникацията му е прихваната, а британският адмирал Дейвид Бийти го пресреща в битката при Догер Банк. Единствено съчетанието от умения и късмет на Хипер му позволяват да избяга.
Ескадрата му участва в Ютландската битка (31 май – 1 юни 1916 г.), където той успява да нанесе тежки поражения по ескадрата на Бийти, а към края на битката спасява флота на адмирал Райнхард Шеер чрез изключително дръзко настъпление срещу корабите на Джон Джелико.
През август 1918 г. е назначен за наследник на Шеер като командир на Флота на откритото море. Заедно с него планират последно и решително сражение за октомври същата година, но планът му е осуетен от Килското въстание от 30 октомври 1918 г., организирано от моряци и довело до Германската революция. След края на войната, през декември 1918 г. се пенсионира.
В следвоенните години води тих живот, криейки се от радикалните революционери под фалшиво име. В писмо до Адолф фон Трота изразява одобрението си за потопяването на Флота на откритото море на 21 юни 1919 г. За разлика от Шеер, той така и не написва мемоар за участието си във войната. Умира на 25 май 1932 г. в Отмаршен. Когато научава за смъртта му, старият му британски съперник Дейвид Бийти споделя съболезнованията си. В негова чест след няколко години по-късно е спуснат на вода тежкият крайцер „Адмирал Хипер“.